# Diane Moyer
Diane Moyer, född den 29 juli 1958 i Reading, Pennsylvania, är en amerikansk landhockeyspelare.
Hon tog OS-brons i damernas landhockeyturnering i samband med de olympiska landhockeytävlingarna 1984 i Los Angeles.